# الحريجة (المكلا)

تعديل مصدري - تعديل

الحريجة هي إحدى قرى عزلة المكلا بمديرية المكلا التابعة لمحافظة حضرموت، بلغ تعداد سكانها 47 نسمة حسب تعداد اليمن لعام 2004.